# Grand-Brassac
Pour les articles homonymes, voir Brassac.
Grand-Brassac est une commune française située dans le département de la Dordogne, en région Nouvelle-Aquitaine.

## Géographie

### Généralités
La commune de Grand-Brassac est localisée dans le quart nord-ouest du département de la Dordogne, en Ribéracois. Elle est bordée à l'est par la Dronne.
Établi dans un vallon et desservi par la route départementale (RD) 1, le bourg de Grand-Brassac est situé, en distances orthodromiques, douze kilomètres à l'est-nord-est de Ribérac et quinze kilomètres à l'ouest-sud-ouest de Brantôme.
Le territoire communal est également traversé par les RD 93 et 103.

### Communes limitrophes
Grand-Brassac est limitrophe de onze autres communes, dont Creyssac et Bourdeilles à l'est, chacune sur environ 160 mètres.
| Chapdeuil, Bourg-des-Maisons | Saint-Just    | Paussac-et-Saint-Vivien  |
| Celles                       | Grand-Brassac | Creyssac, Bourdeilles    |
| Saint-Victor                 | Montagrier    | Lisle, Tocane-Saint-Apre |

### Géologie et relief

#### Géologie
Situé sur la plaque nord du Bassin aquitain et bordé à son extrémité nord-est par une frange du Massif central, le département de la Dordogne présente une grande diversité géologique. Les terrains sont disposés en profondeur en strates régulières, témoins d'une sédimentation sur cette ancienne plate-forme marine. Le département peut ainsi être découpé sur le plan géologique en quatre gradins différenciés selon leur âge géologique. Grand-Brassac est située dans le troisième gradin à partir du nord-est, un plateau formé de calcaires hétérogènes du Crétacé.
Les couches affleurantes sur le territoire communal sont constituées de formations superficielles du Quaternaire datant du Cénozoïque et de roches sédimentaires du Mésozoïque. La formation la plus ancienne, notée c2a, date du Turonien inférieur, composée de calcaire crayeux blanchâtre en plaquettes ou noduleux. La formation la plus récente, notée CFvs, fait partie des formations superficielles de type colluvions carbonatées de vallons secs : sable limoneux à débris calcaires et argile sableuse à débris. Le descriptif de ces couches est détaillé dans  la feuille « no 758 - Périgueux (ouest) » de la carte géologique au 1/50 000 de la France métropolitaine, et sa notice associée.

Carte géologique de Grand-Brassac.

#### Relief et paysages

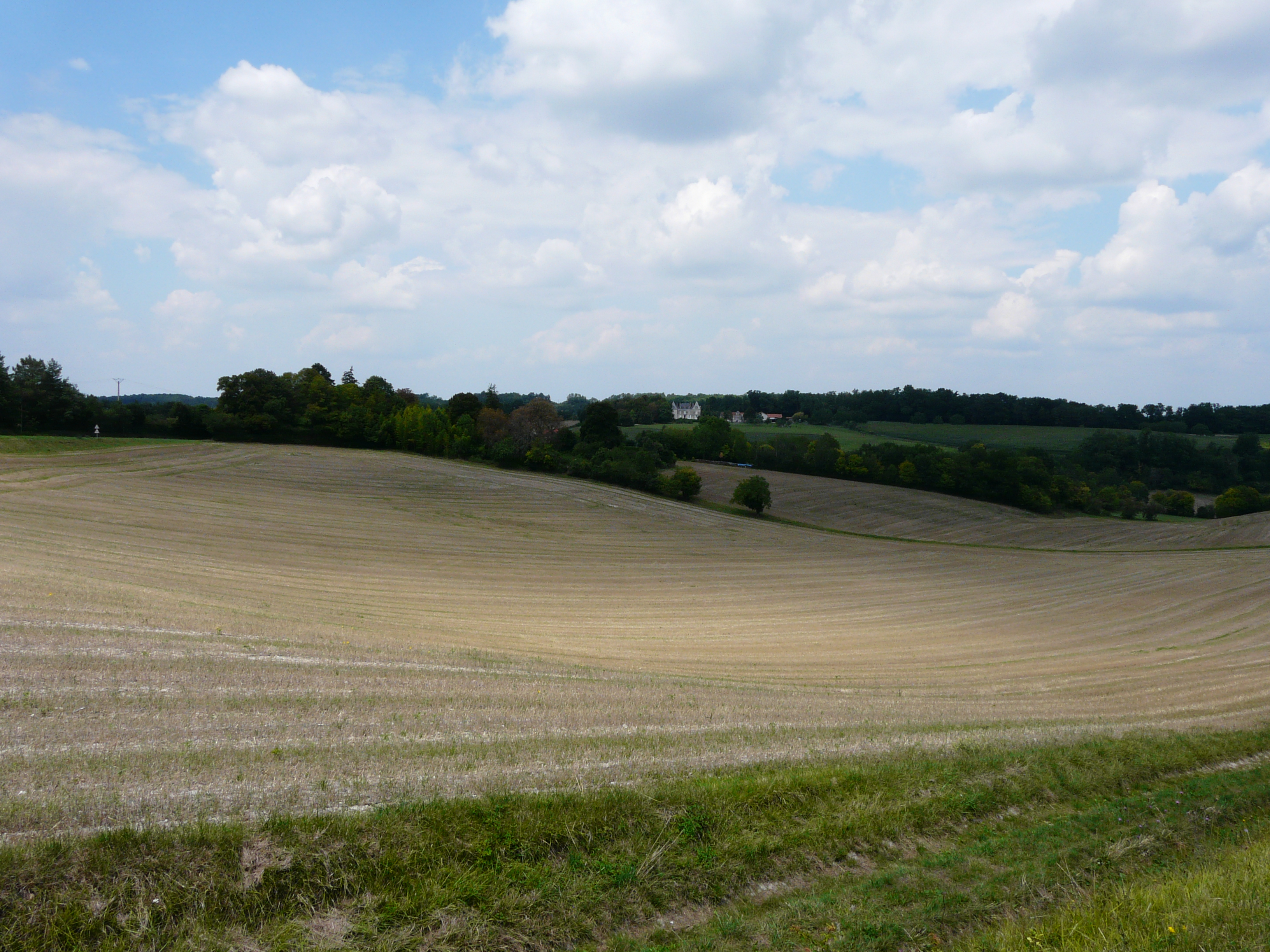
Le vallon de Latrade.

Le département de la Dordogne se présente comme un vaste plateau incliné du nord-est (491 m, à la forêt de Vieillecour dans le Nontronnais, à Saint-Pierre-de-Frugie) au sud-ouest (2 m à Lamothe-Montravel). L'altitude du territoire communal varie quant à elle entre 73 m à l'est, là ou la Dronne quitte la commune et continue à s'écouler sur celle de Lisle et 211 m en deux endroits, au nord-ouest, au lieu-dit le Colombier et à environ un kilomètre à l'est du bourg de Grand-Brassac,.
Dans le cadre de la Convention européenne du paysage entrée en vigueur en France le 1er juillet 2006, renforcée par la loi du 8 août 2016 pour la reconquête de la biodiversité, de la nature et des paysages, un atlas des paysages de la Dordogne a été élaboré sous maîtrise d’ouvrage de l’État et publié en octobre 2020. Les paysages du département s'organisent en huit unités paysagères et 14 sous-unités. La commune est dans le Ribéracois, une région naturelle possédant un relief vallonné avec des altitudes moyennes comprises autour des 130-160 m, sculpté par la Dronne et ses nombreux affluents. Les paysages sont ondulés de grandes cultures dont les vastes horizons contrastent avec les paysages plus cloisonnés de la Dordogne,.
La superficie cadastrale de la commune publiée par l'Insee, qui sert de référence dans toutes les statistiques, est de 31,74 km2,,. La superficie géographique, issue de la BD Topo, composante du Référentiel à grande échelle produit par l'IGN, est quant à elle de 31,83 km2.

### Hydrographie

#### Réseau hydrographique
La commune est située dans le bassin de la Dordogne au sein du Bassin Adour-Garonne. Elle est drainée par la Dronne, l'Euche, le Jalley, le Maine, le ruisseau des Vergnes et par trois petits cours d'eau, qui constituent un réseau hydrographique de 17 km de longueur totale,.
La Dronne, d'une longueur totale de 200,56 km, prend sa source dans la Haute-Vienne dans la commune de Bussière-Galant et se jette en rive droite de l'Isle — dont elle est le principal affluent — à Coutras en Gironde, au lieu-dit la Fourchée, face à la commune de Sablons,. Elle borde la commune à l'est et au sud-est sur quatre kilomètres et demi en deux tronçons séparés, face à Creyssac, Bourdeilles et Lisle d'une part, et face à Tocane-Saint-Apre de l'autre.
L'Euche, d'une longueur totale de 12,21 km, prend sa source dans la commune de Bourg-des-Maisons et se jette en rive droite de la Dronne à Grand-Brassac, face à Bourdeilles,. Elle borde la commune à l'est sur quelques dizaines de mètres face à Creyssac, au niveau de sa confluence avec la Dronne.
Autre affluent de rive droite de la Dronne, le Jalley prend sa source sur la commune, un kilomètre au nord-nord-est du bourg, et baigne le territoire communal sur cinq kilomètres et demi en direction du sud-ouest.
Son affluent de rive gauche le ruisseau des Vergnes prend sa source en limite sud de la commune servant de limite naturelle entre Grand-Brassac et Montagrier sur quatre kilomètres.
Le Maine, affluent de rive droite du Jalley, prend sa source près du lieu-dit la Gilardie et arrose le territoire communal dans l'ouest sur plus d'un kilomètre.

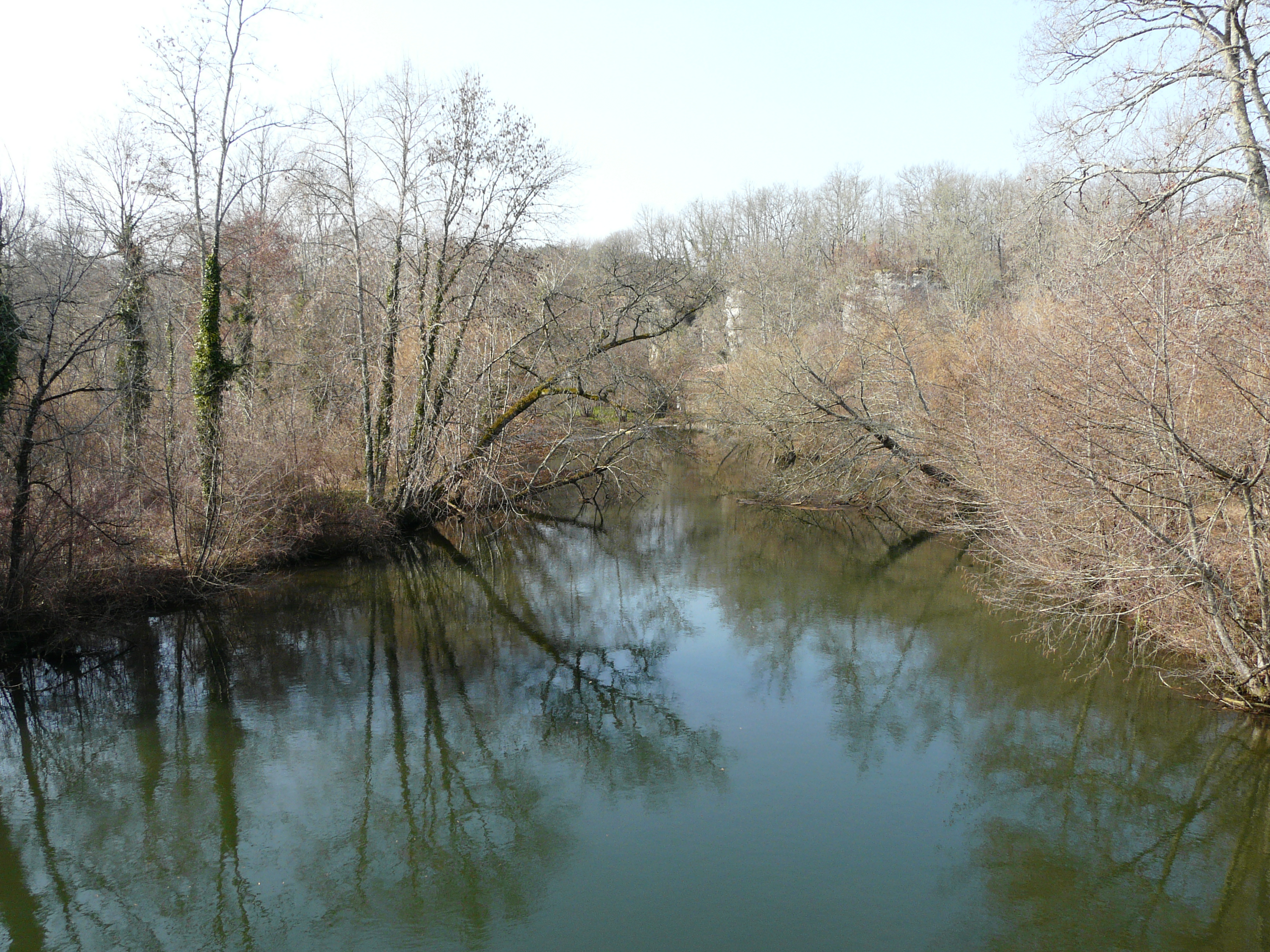
La Dronne marque la limite entre Bourdeilles et Grand-Brassac.
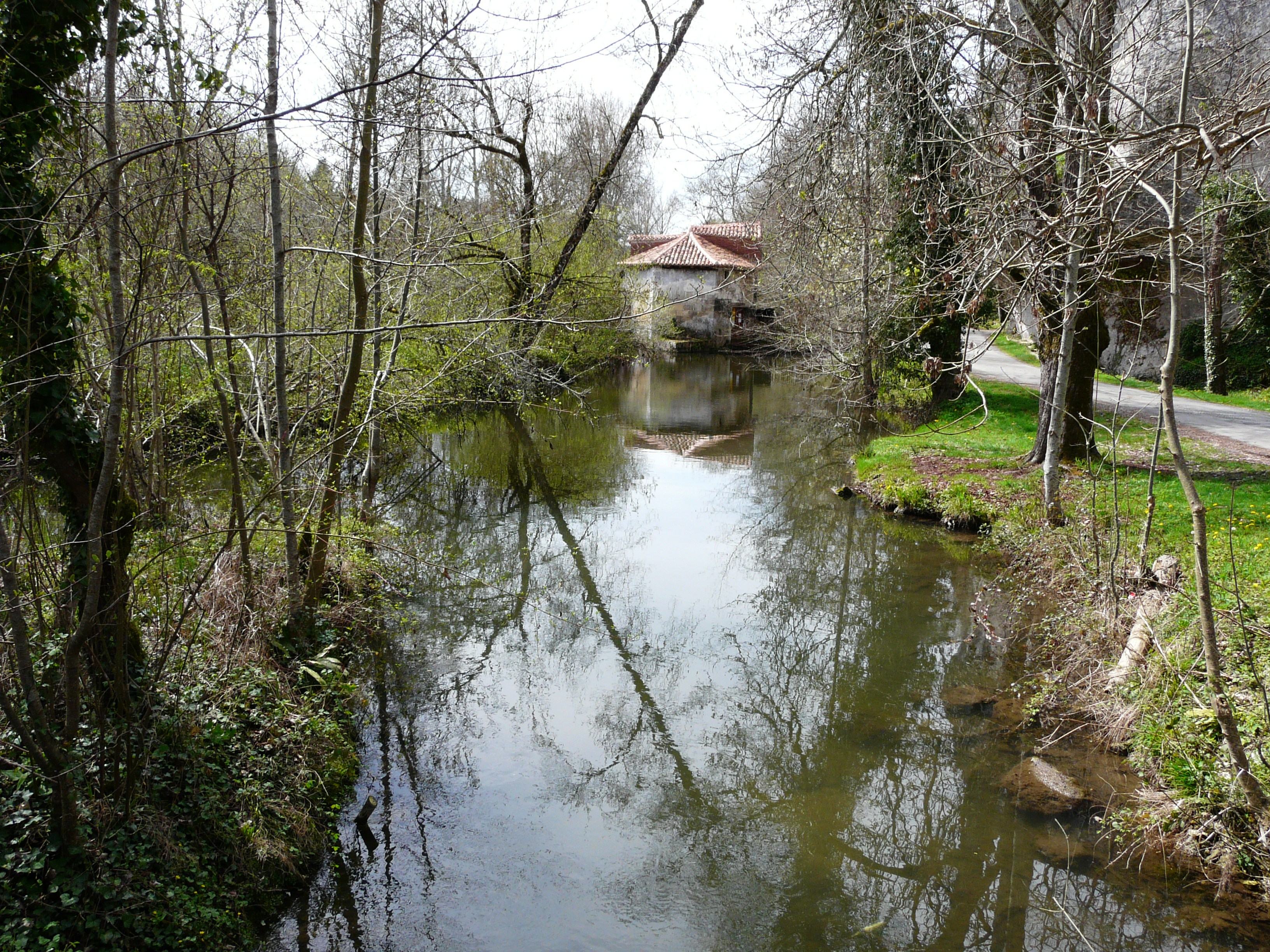
Le confluent de l'Euche (au premier plan) et de la Dronne à Rochereuil.
Réseaux hydrographique et routier de Grand-Brassac.

#### Gestion et qualité des eaux
Le territoire communal est couvert par le schéma d'aménagement et de gestion des eaux (SAGE) « Isle - Dronne ». Ce document de planification, dont le territoire regroupe les bassins versants de l'Isle et de la Dronne, d'une superficie de 7 500 km2, a été approuvé le 2 août 2021. La structure porteuse de l'élaboration et de la mise en œuvre est l'établissement public territorial de bassin de la Dordogne (EPIDOR). Il définit sur son territoire les objectifs généraux d’utilisation, de mise en valeur et de protection quantitative et qualitative des ressources en eau superficielle et souterraine, en respect des objectifs de qualité définis dans le troisième SDAGE  du Bassin Adour-Garonne qui couvre la période 2022-2027, approuvé le 10 mars 2022.
La qualité des eaux de baignade et des cours d’eau peut être consultée sur un site dédié géré par les agences de l’eau et l’Agence française pour la biodiversité.

### Climat
Pour des articles plus généraux, voir Climat de la Nouvelle-Aquitaine et Climat de la Dordogne.
Historiquement, la commune est exposée à un climat océanique aquitain.  
En 2020, Météo-France publie une typologie des climats de la France métropolitaine dans laquelle la commune est exposée à un climat océanique altéré et est dans la région climatique  Aquitaine, Gascogne, caractérisée par une pluviométrie abondante au printemps, modérée en automne, un faible ensoleillement au printemps, un été chaud (19,5 °C), des vents faibles, des brouillards fréquents en automne et en hiver et des orages fréquents en été (15 à 20 jours).
Pour la période 1971-2000, la température annuelle moyenne est de 12,3 °C, avec  une amplitude thermique annuelle de 14,7 °C. Le cumul annuel moyen de précipitations est de 989 mm, avec 12,5 jours de précipitations en janvier et 7,2 jours en juillet. Pour la période 1991-2020, la température moyenne annuelle observée sur la station météorologique la plus proche, située sur la commune de Saint-Martin-de-Fressengeas à 5 km à vol d'oiseau, est de 12,4 °C et le cumul annuel moyen de précipitations est de 1 050,4 mm,. Pour l'avenir, les paramètres climatiques de la commune estimés pour 2050 selon différents scénarios d’émission de gaz à effet de serre sont consultables sur un site dédié publié par Météo-France en novembre 2022.

## Urbanisme

### Typologie
Au 1er janvier 2024, Grand-Brassac est catégorisée commune rurale à habitat très dispersé, selon la nouvelle grille communale de densité à 7 niveaux définie par l'Insee en 2022.
Elle est située hors unité urbaine et hors attraction des villes,.

### Occupation des sols
L'occupation des sols de la commune, telle qu'elle ressort de la base de données européenne d’occupation biophysique des sols Corine Land Cover (CLC), est marquée par l'importance des territoires agricoles (71,5 % en 2018), une proportion sensiblement équivalente à celle de 1990 (71,1 %). La répartition détaillée en 2018 est la suivante : 
zones agricoles hétérogènes (33,5 %), terres arables (31,7 %), forêts (27,7 %), prairies (6,2 %), milieux à végétation arbustive et/ou herbacée (0,9 %). L'évolution de l’occupation des sols de la commune et de ses infrastructures peut être observée sur les différentes représentations cartographiques du territoire : la carte de Cassini (XVIIIe siècle), la carte d'état-major (1820-1866) et les cartes ou photos aériennes de l'IGN pour la période actuelle (1950 à aujourd'hui).

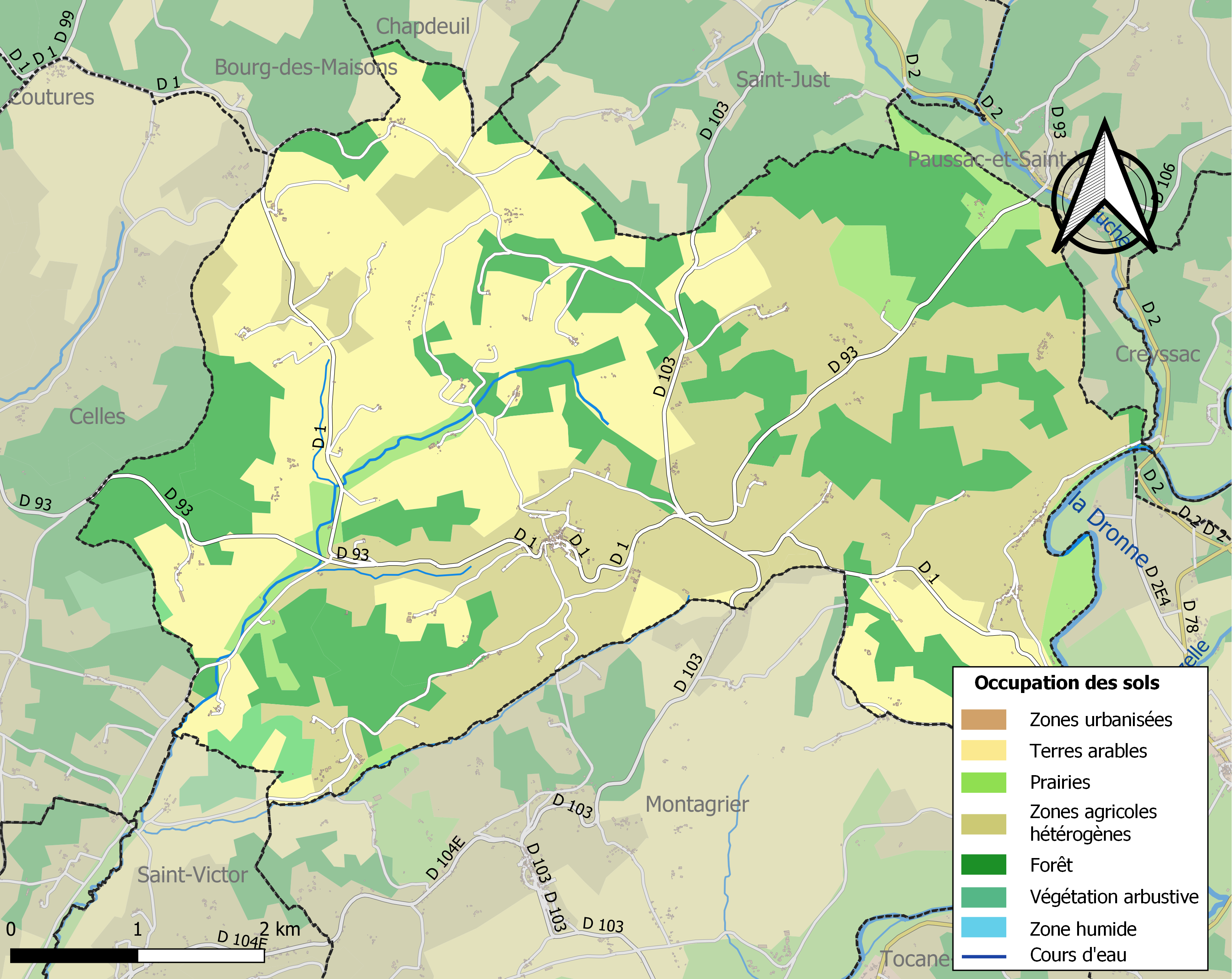
Carte des infrastructures et de l'occupation des sols de la commune en 2018 (CLC).

### Prévention des risques
Le territoire de la commune de Grand-Brassac est vulnérable à différents aléas naturels : météorologiques (tempête, orage, neige, grand froid, canicule ou sécheresse), inondations, feux de forêts, mouvements de terrains et séisme (sismicité faible). Un site publié par le BRGM permet d'évaluer simplement et rapidement les risques d'un bien localisé soit par son adresse soit par le numéro de sa parcelle.
Certaines parties du territoire communal sont susceptibles d’être affectées par le risque d’inondation par débordement de cours d'eau, notamment la Dronne et l'Euche. La commune a été reconnue en état de catastrophe naturelle au titre des dommages causés par les inondations et coulées de boue survenues en 1982, 1983, 1993, 1999, 2003 et 2006,. Le risque inondation est pris en compte dans l'aménagement du territoire de la commune par le biais du plan de prévention des risques inondation (PPRI) de la « vallée de la Dronne », couvrant 19 communes et approuvé le 31 janvier 2014, pour les crues de la Dronne,.
Grand-Brassac est exposée au risque de feu de forêt. L’arrêté préfectoral du 14 mars 2013 fixe les conditions de pratique des incinérations et de brûlage dans un objectif de réduire le risque de départs d’incendie. À ce titre, des périodes sont déterminées : interdiction totale du 15 février au 15 mai et du 15 juin au 15 octobre, utilisation réglementée du 16 mai au 14 juin et du 16 octobre au 14 février. En septembre 2020, un plan inter-départemental de protection des forêts contre les incendies (PidPFCI) a été adopté pour la période 2019-2029,.

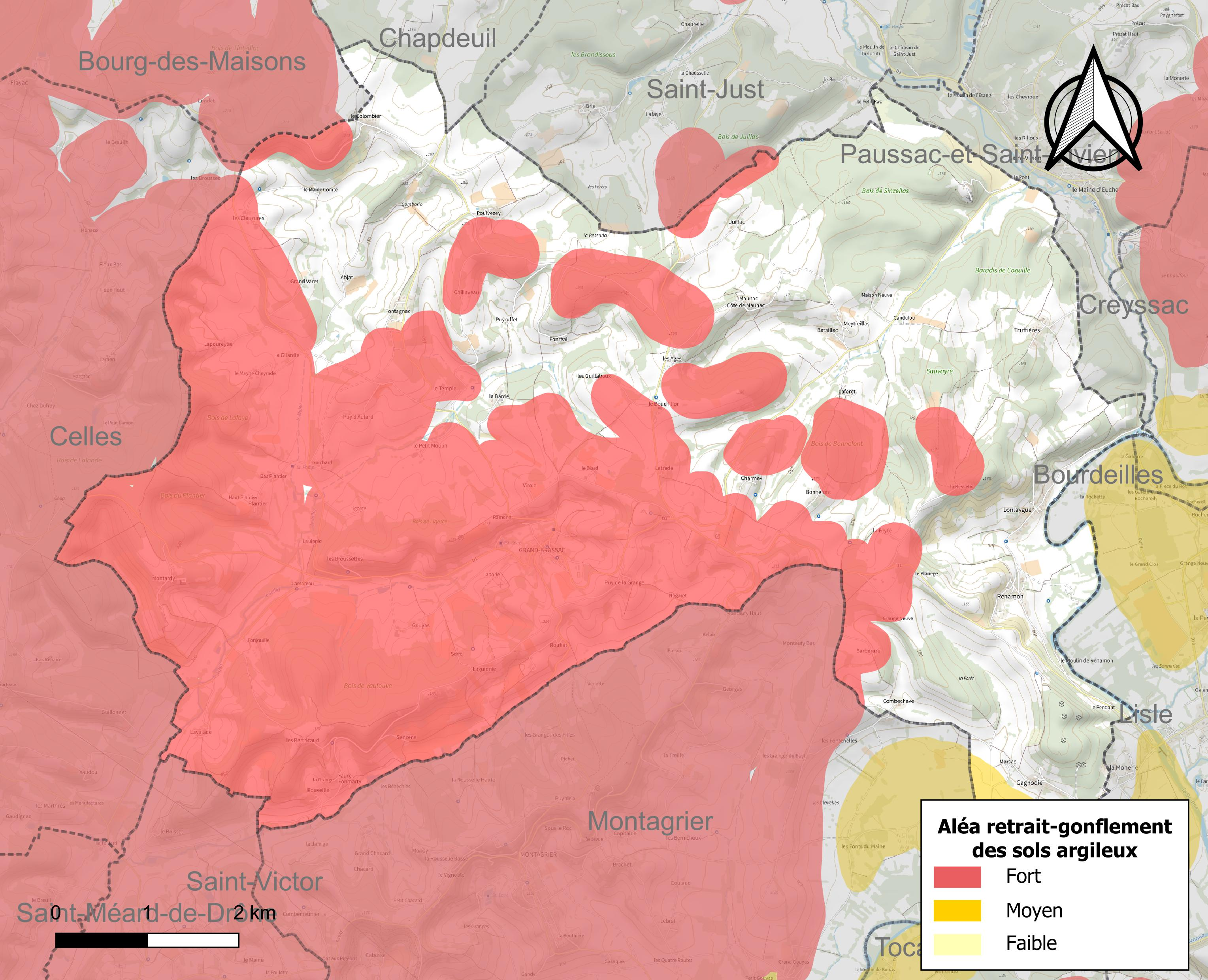
Carte des zones d'aléa retrait-gonflement des sols argileux de Grand-Brassac.

Les mouvements de terrains susceptibles de se produire sur la commune sont des tassements différentiels. Le retrait-gonflement des sols argileux est susceptible d'engendrer des dommages importants aux bâtiments en cas d’alternance de périodes de sécheresse et de pluie. 53,9 % de la superficie communale est en aléa moyen ou fort (58,6 % au niveau départemental et 48,5 % au niveau national métropolitain). Depuis le 1er octobre 2020, en application de la loi ÉLAN, différentes contraintes s'imposent aux vendeurs, maîtres d'ouvrages ou constructeurs de biens situés dans une zone classée en aléa moyen ou fort,.
La commune a été reconnue en état de catastrophe naturelle au titre des dommages causés par la sécheresse en 1989, 1992, 1995, 1997, 2003 et 2011 et par des mouvements de terrain en 1999.

## Toponymie
Le nom de Brassac viendrait d'un nom de personnage gaulois Biracius et du suffixe -acum, indiquant le « domaine de Biracius ». Les premières mentions écrites du village remontent au XIIIe siècle sous la forme Brassacum puis « Brassac » au siècle suivant. Sous le règne de Louis XV, il prend le nom de « Le Grand Brassac » pour le différencier d'un autre village situé 20 kilomètres à l'ouest et également appelé « Brassac ». Ce dernier est transformé pour l'occasion en « Petit Brassac », avant de devenir Petit-Bersac.
En occitan, la commune porte le nom de Braçac.
Sur la planète Mars, en février 2021, la cible d'analyses poussées effectuées sur une crête rocheuse par l'astromobile Curiosity de la NASA, est baptisée d'après la commune. Cette cible baptisée Grand Brassac est analysée à nouveau en mars 2021,.

## Histoire
Le territoire communal est occupé dès le Magdalénien, notamment en bord de Dronne dans la grotte de Rochereil (ou Rochereuil).
La construction de l'église fortifiée commence au milieu du XIIe siècle.

## Politique et administration

### Administration municipale
La population de la commune étant comprise entre 500 et 1 499 habitants au recensement de 2017, quinze conseillers municipaux ont été élus en 2020,.

### Liste des maires

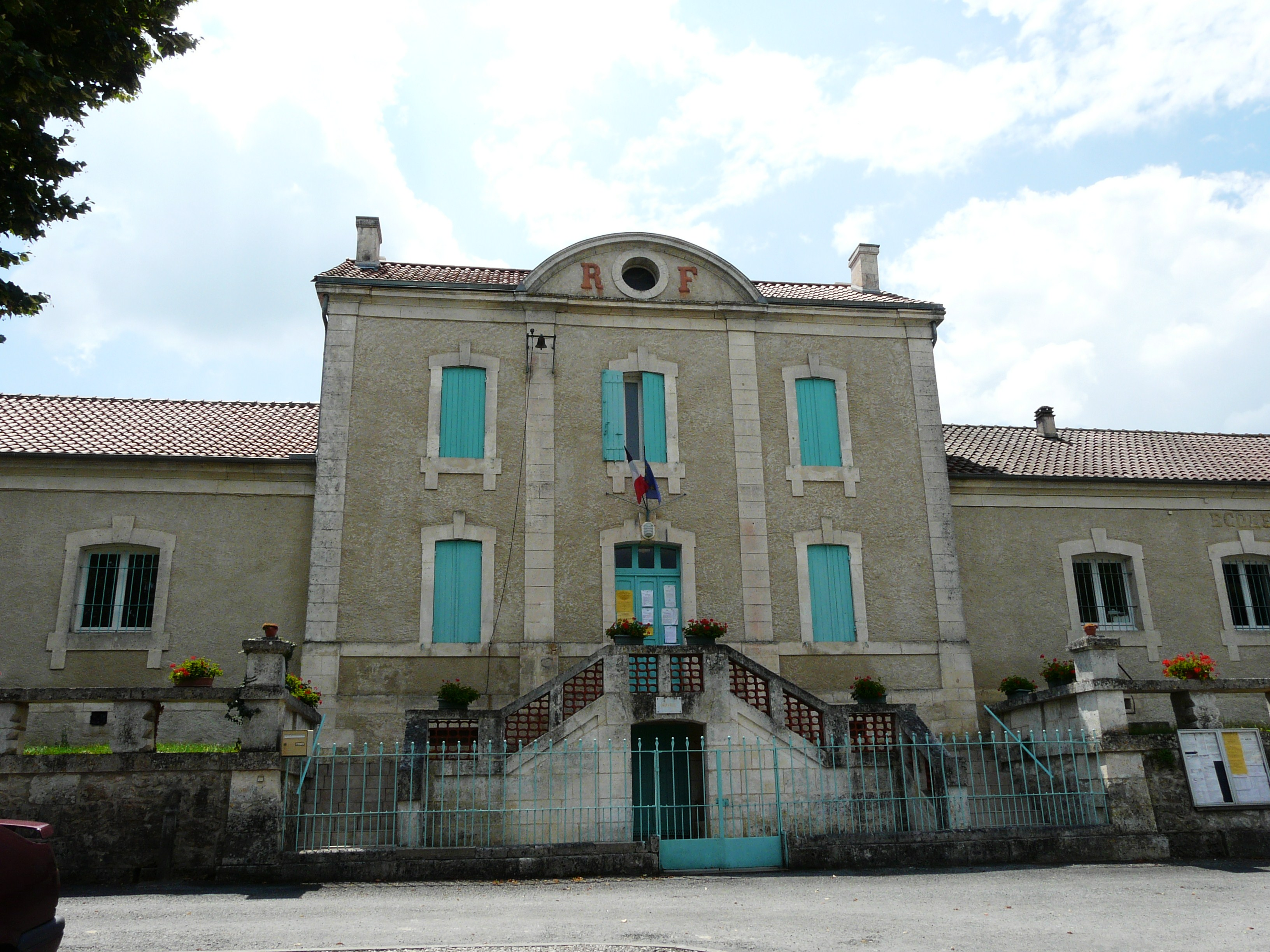
La mairie.

| Période                                  | Période        | Identité                        | Étiquette | Qualité                            |
| ---------------------------------------- | -------------- | ------------------------------- | --------- | ---------------------------------- |
| Les données manquantes sont à compléter. |                |                                 |           |                                    |
|                                          |                |                                 |           |                                    |
| 1862                                     | 1865           | Auguste Sicaire Martial Durieux |           |                                    |
|                                          |                |                                 |           |                                    |
| (1880 ou avant)                          | janvier 1881   | Gabriel Létard                  |           |                                    |
| janvier 1881                             | 1892           | Joseph Baurac                   |           |                                    |
| mai 1892                                 | 1903           | Louis Durieux                   |           |                                    |
| 1903                                     | août 1903      | Guillaume Varaillon             |           | Adjoint faisant fonctions de maire |
| août 1903                                | juillet 1910   | Albert Bosredon                 |           |                                    |
| juillet 1910                             | octobre 1910   | Guillaume Varaillon             |           | Adjoint faisant fonctions de maire |
| octobre 1910                             | avril 1919     | Jean Gustave Faure              |           |                                    |
| avril 1919                               | décembre 1919  | Étienne Roux                    |           | Maire suppléant                    |
| décembre 1919                            | (1941 ou 1942) | Henri Charles                   |           |                                    |
| (1941 ou 1942)                           | 1943           | Édouard Roméo                   |           |                                    |
| 1943                                     | octobre 1944   | Armand du Lau d'Allemans        |           |                                    |
| octobre 1944                             | octobre 1947   | Jean Denis                      |           |                                    |
| octobre 1947                             | mars 1959      | Eugène Fortin                   |           |                                    |
| mars 1959                                | mars 1971      | Pierre Hautefort                |           |                                    |
| mars 1971                                | mars 2001      | Henri Lacour                    | RPR       |                                    |
| mars 2001 (réélu en mai 2020)            | En cours       | Philippe Boismoreau             | PS        | Directeur d'établissement          |

## Équipements et services publics

### Enseignement
À la rentrée scolaire de septembre 2022, les communes de Grand-Brassac et Celles sont organisées en regroupement pédagogique intercommunal (RPI). Celles accueille les élèves de cours élémentaire (CE1 et CE2) et de cours moyen (CM1 et CM2) et Grand-Brassac, ceux de maternelle et de cours préparatoire (CP).

### Justice
Dans le domaine judiciaire, Grand-Brassac relève : 
- du tribunal judiciaire, du tribunal pour enfants, du conseil de prud'hommes et du tribunal de commerce de Périgueux ;
- du pôle Nationalité du tribunal judiciaire de Périgueux (compétent uniquement dans le domaine de la nationalité) ;
- de la cour d'appel, du tribunal administratif et de la  cour administrative d'appel de Bordeaux.

## Population et société

### Démographie
L'évolution du nombre d'habitants est connue à travers les recensements de la population effectués dans la commune depuis 1793. Pour les communes de moins de 10 000 habitants, une enquête de recensement portant sur toute la population est réalisée tous les cinq ans, les populations de référence des années intermédiaires étant quant à elles estimées par interpolation ou extrapolation. Pour la commune, le premier recensement exhaustif entrant dans le cadre du nouveau dispositif a été réalisé en 2004.

En 2022, la commune comptait 538 habitants, en évolution de +1,32 % par rapport à 2016 (Dordogne : +0,37 %, France hors Mayotte : +2,11 %).
| 1793  | 1800  | 1806  | 1821  | 1831  | 1836  | 1841  | 1846  | 1851  |
| ----- | ----- | ----- | ----- | ----- | ----- | ----- | ----- | ----- |
| 1 537 | 1 725 | 1 671 | 1 658 | 1 910 | 1 807 | 1 782 | 1 725 | 1 411 |

| 1856  | 1861  | 1866  | 1872  | 1876  | 1881  | 1886  | 1891  | 1896  |
| ----- | ----- | ----- | ----- | ----- | ----- | ----- | ----- | ----- |
| 1 763 | 1 657 | 1 619 | 1 549 | 1 560 | 1 558 | 1 440 | 1 333 | 1 304 |

| 1901  | 1906  | 1911  | 1921  | 1926  | 1931  | 1936 | 1946 | 1954 |
| ----- | ----- | ----- | ----- | ----- | ----- | ---- | ---- | ---- |
| 1 155 | 1 154 | 1 121 | 1 070 | 1 014 | 1 009 | 981  | 953  | 871  |

| 1962 | 1968 | 1975 | 1982 | 1990 | 1999 | 2004 | 2006 | 2009 |
| ---- | ---- | ---- | ---- | ---- | ---- | ---- | ---- | ---- |
| 814  | 676  | 609  | 528  | 488  | 489  | 522  | 531  | 530  |

| 2014 | 2019 | 2022 | - | - | - | - | - | - |
| ---- | ---- | ---- | - | - | - | - | - | - |
| 530  | 543  | 538  | - | - | - | - | - | - |

## Économie

### Emploi
En 2015, parmi la population communale comprise entre 15 et 64 ans, les actifs représentent 231 personnes, soit 43,7 % de la population municipale. Le nombre de chômeurs (trente) a augmenté par rapport à 2010 (vingt-huit) et le taux de chômage de cette population active s'établit à 13,0 %.

### Établissements
Au 31 décembre 2015, la commune compte cinquante-huit établissements, dont vingt-huit au niveau des commerces, transports ou services, quinze dans l'agriculture, la sylviculture ou la pêche, sept dans la construction, cinq relatifs au secteur administratif, à l'enseignement, à la santé ou à l'action sociale, et trois dans l'industrie.

## Culture locale et patrimoine

### Lieux et monuments

#### Patrimoine civil
- Grotte de Rochereil (ou Rochereuil), site archéologique classé au titre des monuments historiques depuis 1952[65],[66]
- Château du Bouchillon, XIXe siècle[67]
- Château de Marouatte (ou Marouate, Maroite ou Maroitte), XIIIe au XIXe siècle[68]
- Château de Montardy, XIVe, XVIIIe et XIXe siècles, inscrit depuis 2001 au titre des monuments historiques[69], extérieurs visitables.
- Moulin de Rochereuil sur la Dronne[70].

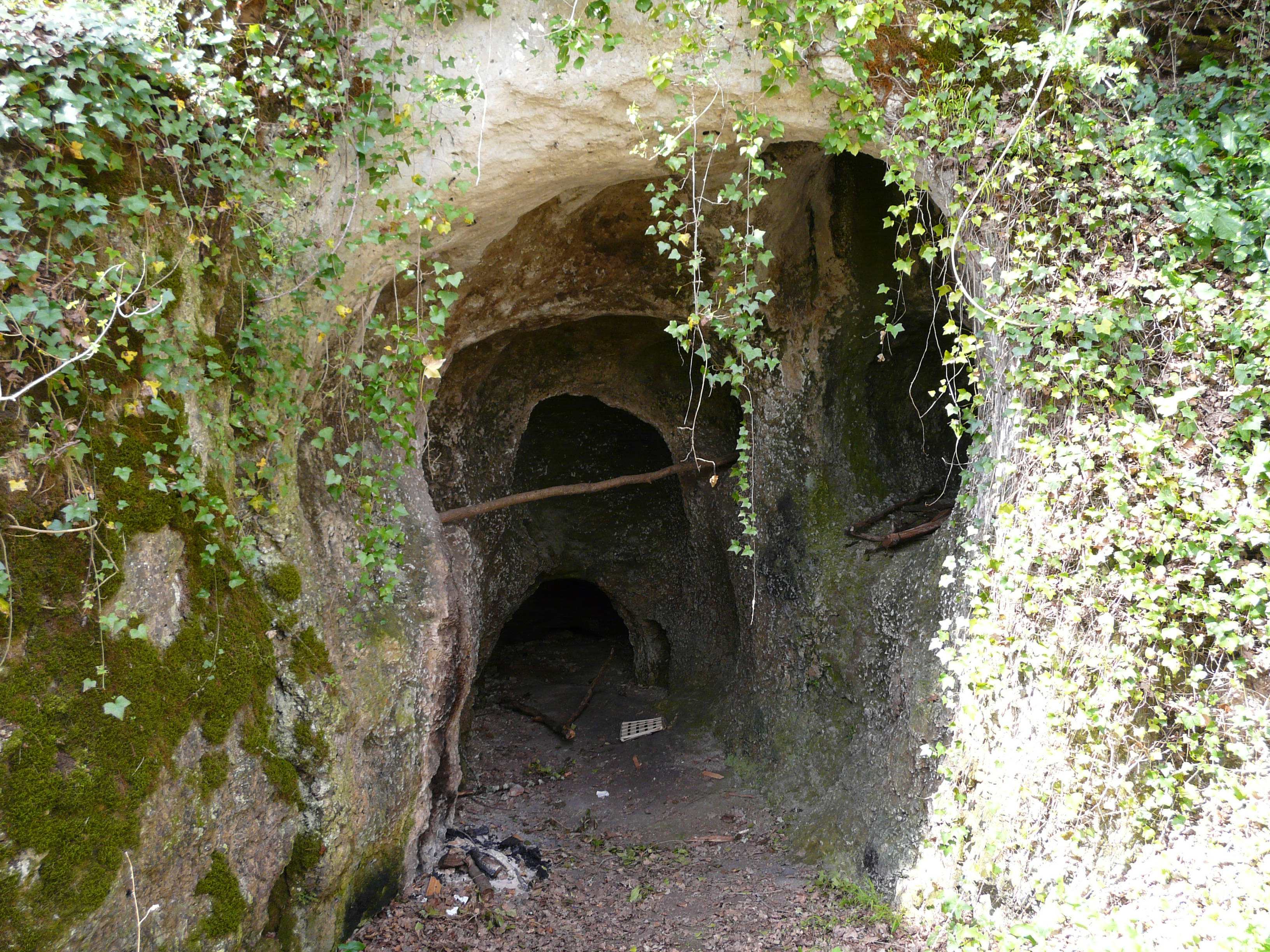
L'intérieur de l'abri de Rochereuil.
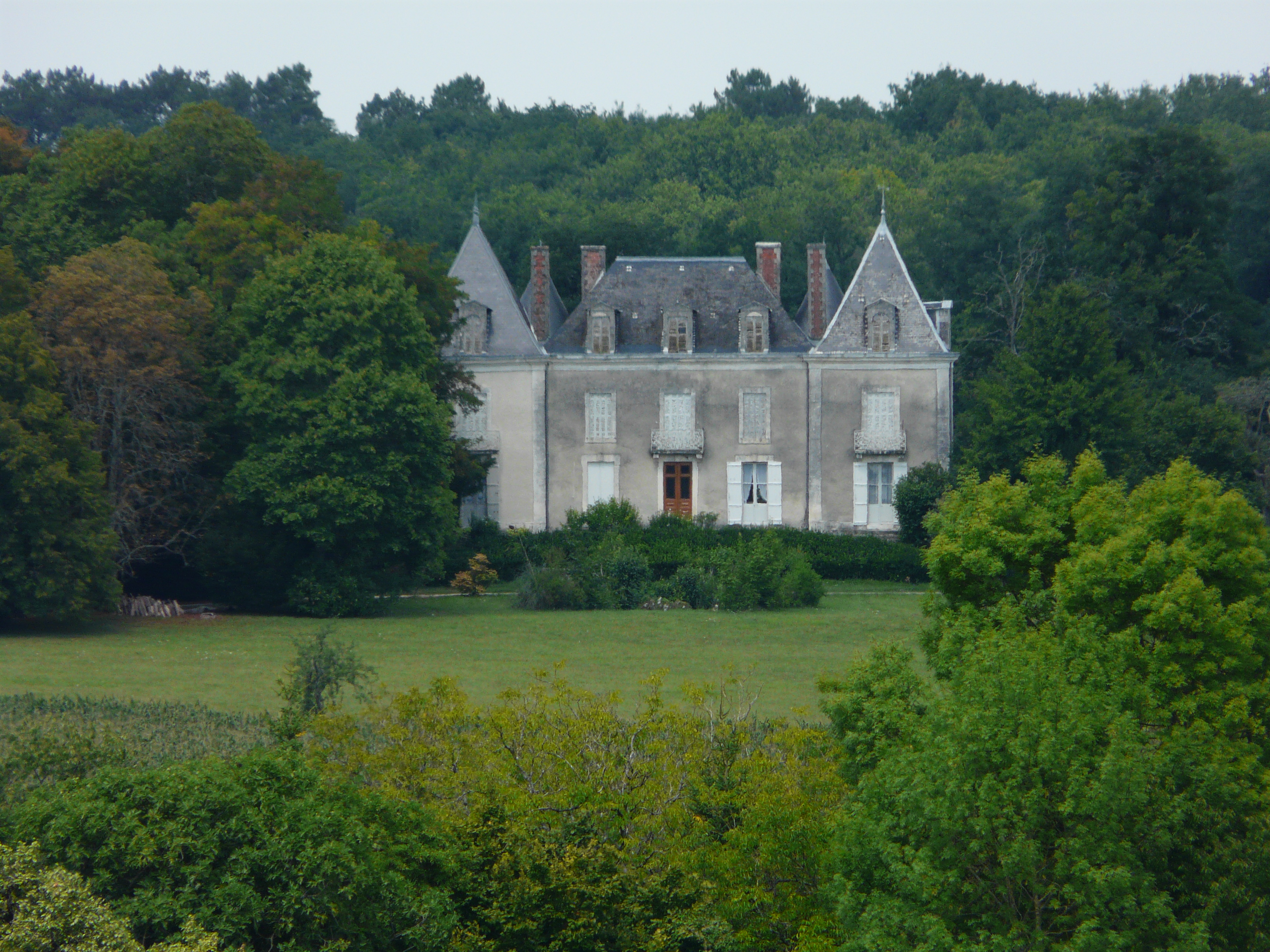
Le château du Bouchillon.
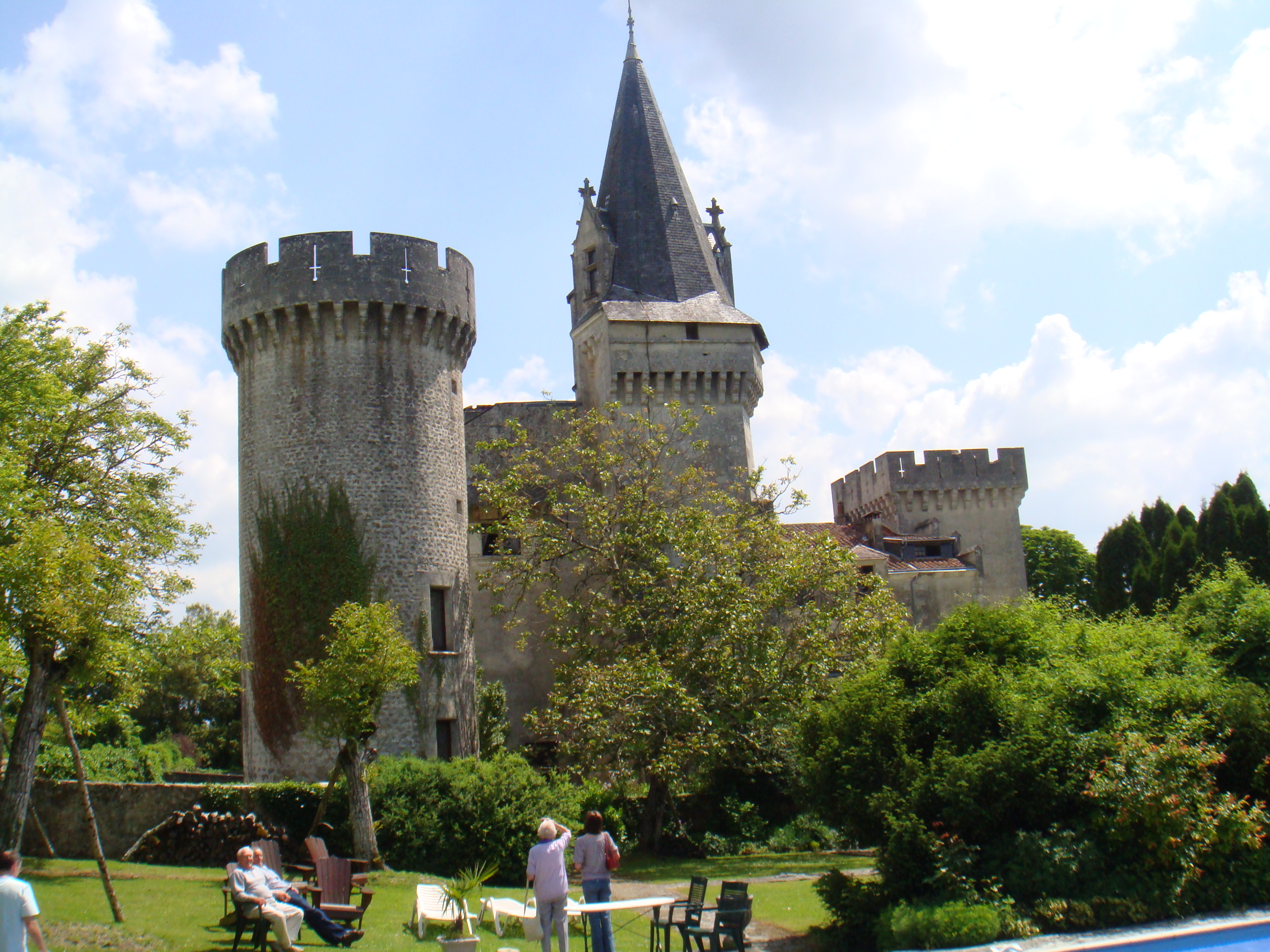
Le château de Marouatte.
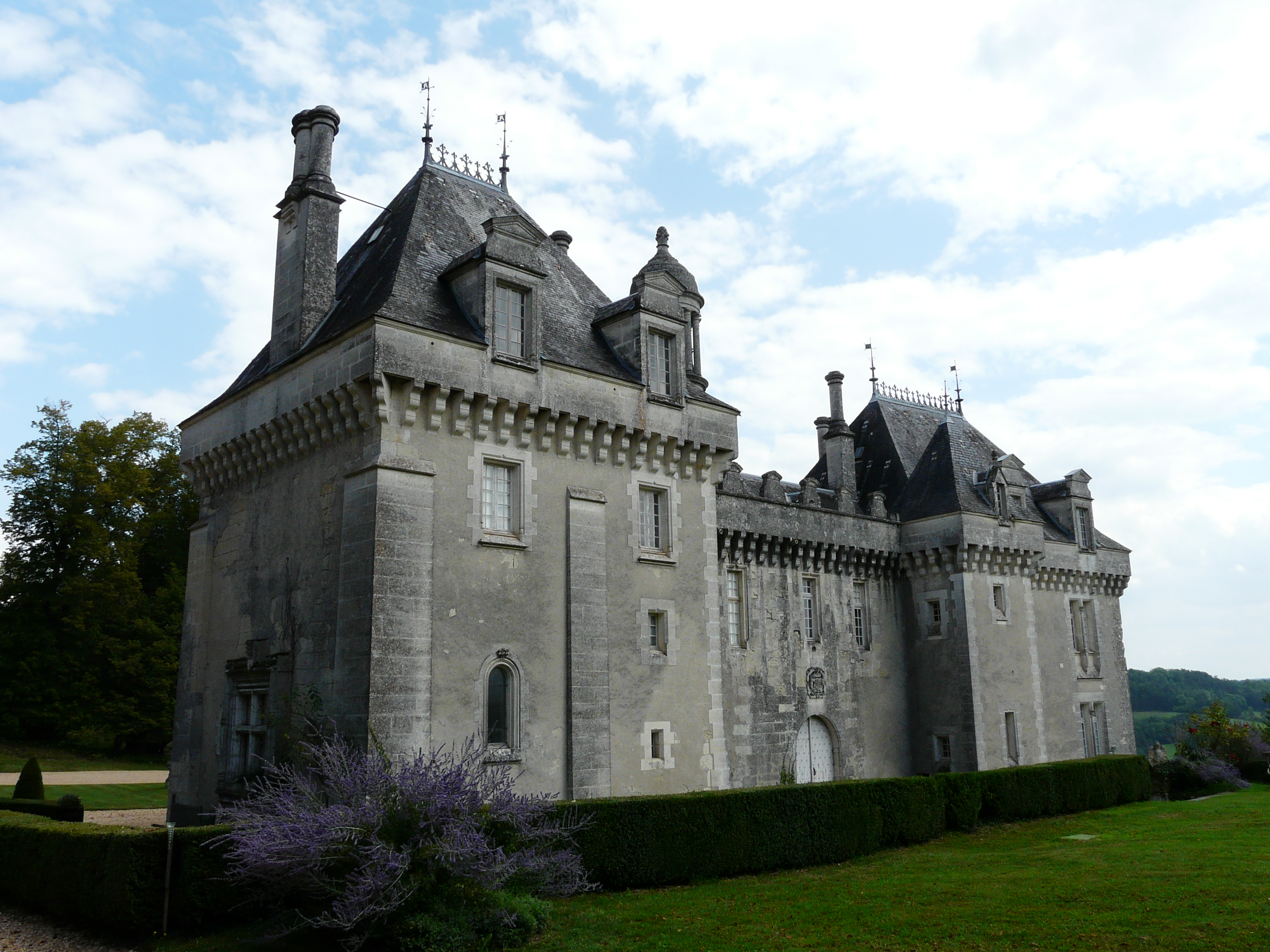
Le château de Montardy.
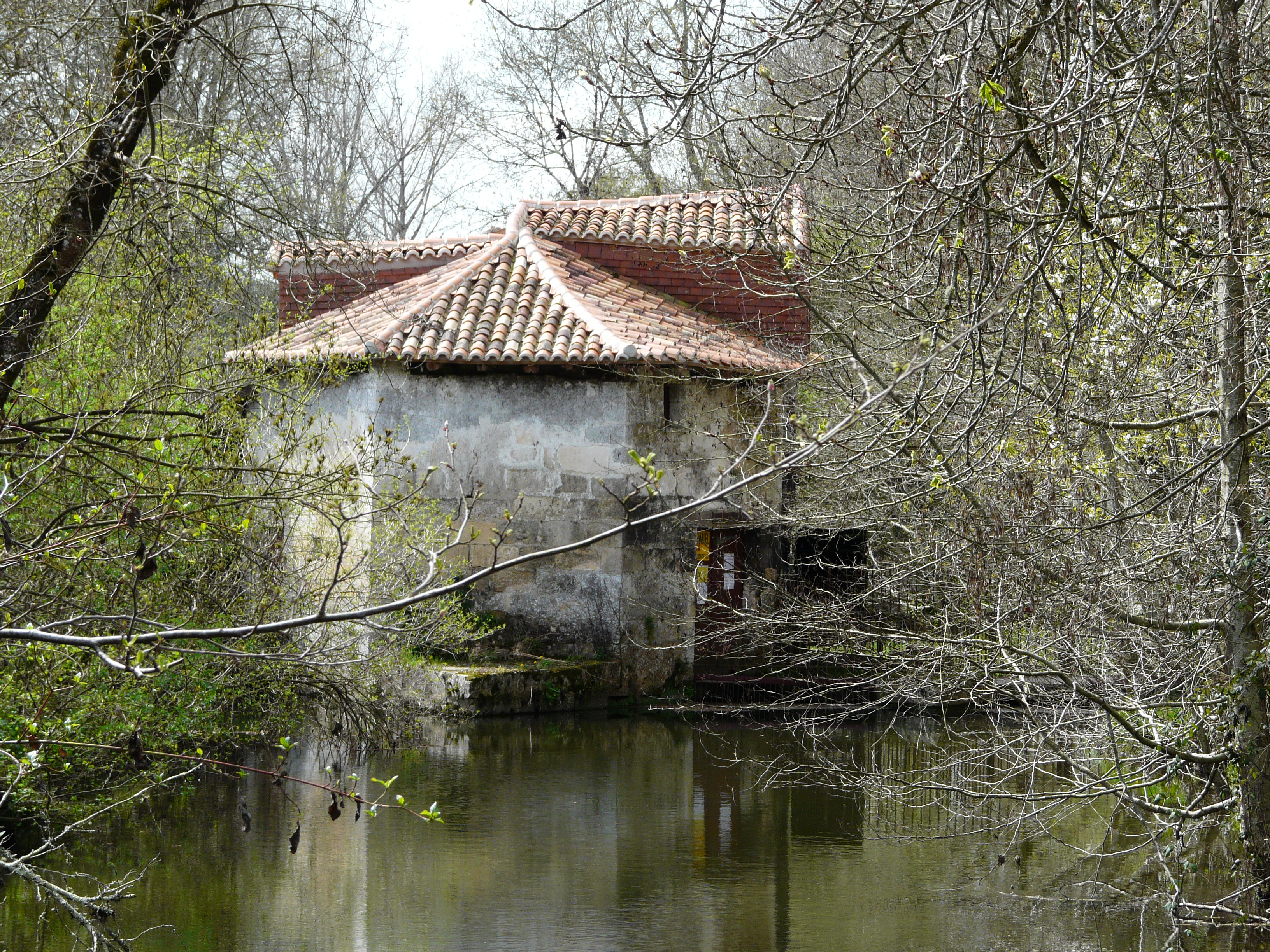
Le moulin de Rochereuil.

#### Patrimoine religieux
- Église Saint-Pierre-et-Saint-Paul, romane[71], église à file de coupoles construite du XIIe au XVIe siècle. Pour servir de refuge aux villageois furent installés, dès le XIIIe siècle, les dispositifs fortifiés qui apparaissent encore aujourd'hui : créneaux, galeries de défense, ouvertures très étroites ressemblant plus à des meurtrières qu'à des fenêtres. Elle est classée au titre des monuments historiques depuis 1885[72]
- Ancien couvent de sœurs de la congrégation de Saint-Joseph, XVIe et XVIIIe siècles[73], au sud-ouest de l'église

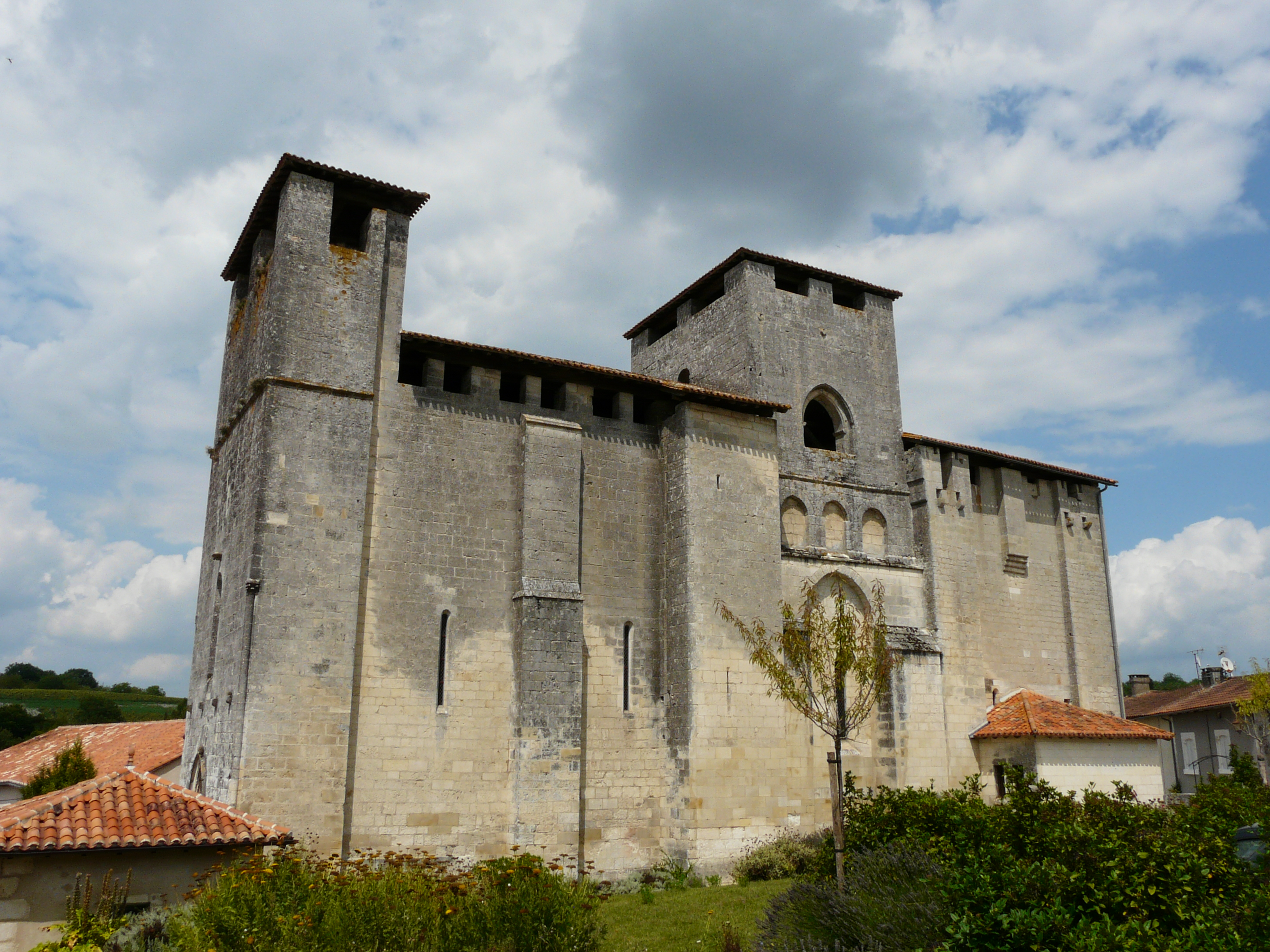
L'église Saint-Pierre-et-Saint-Paul.
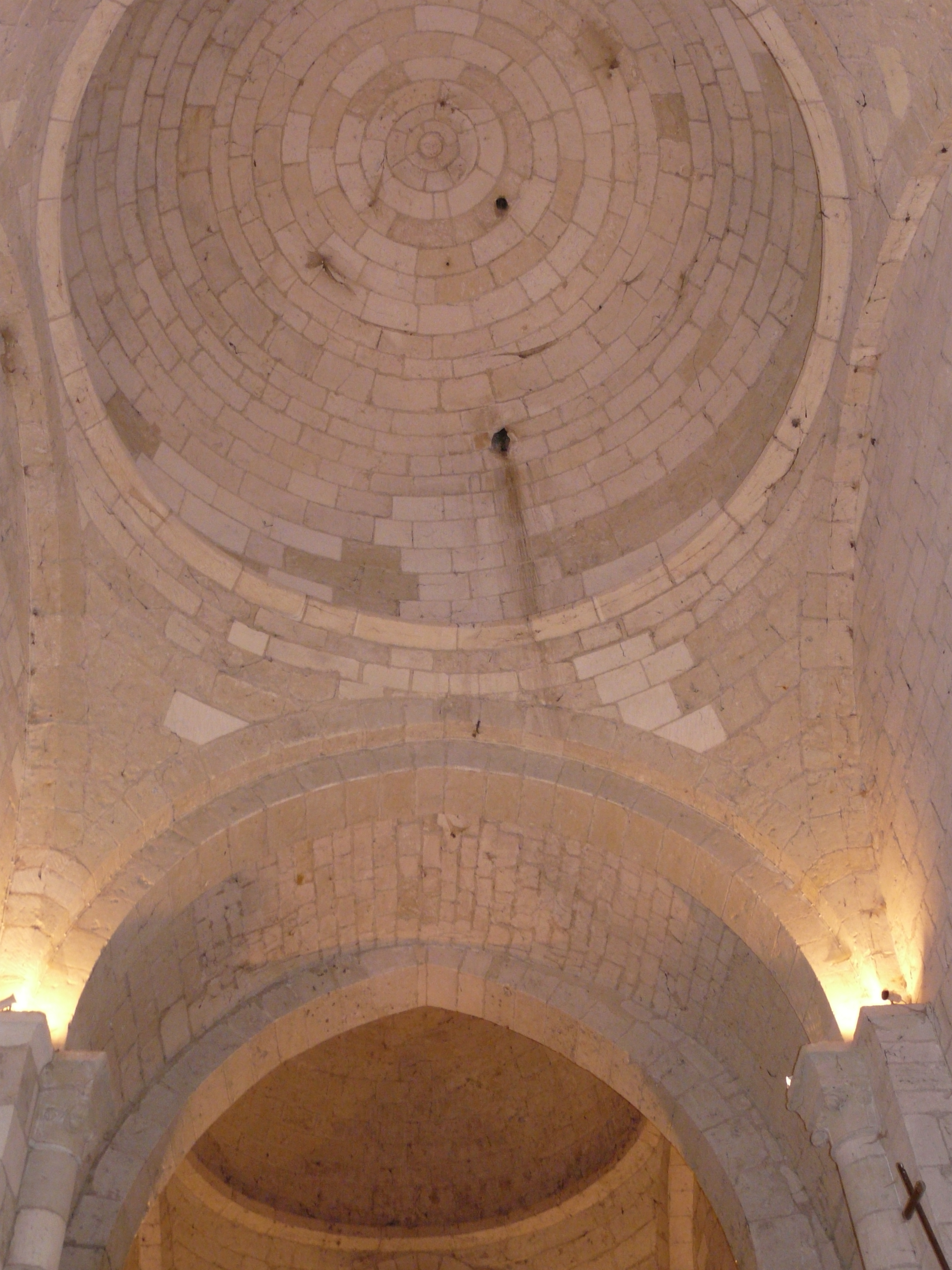
Coupoles de l'église.
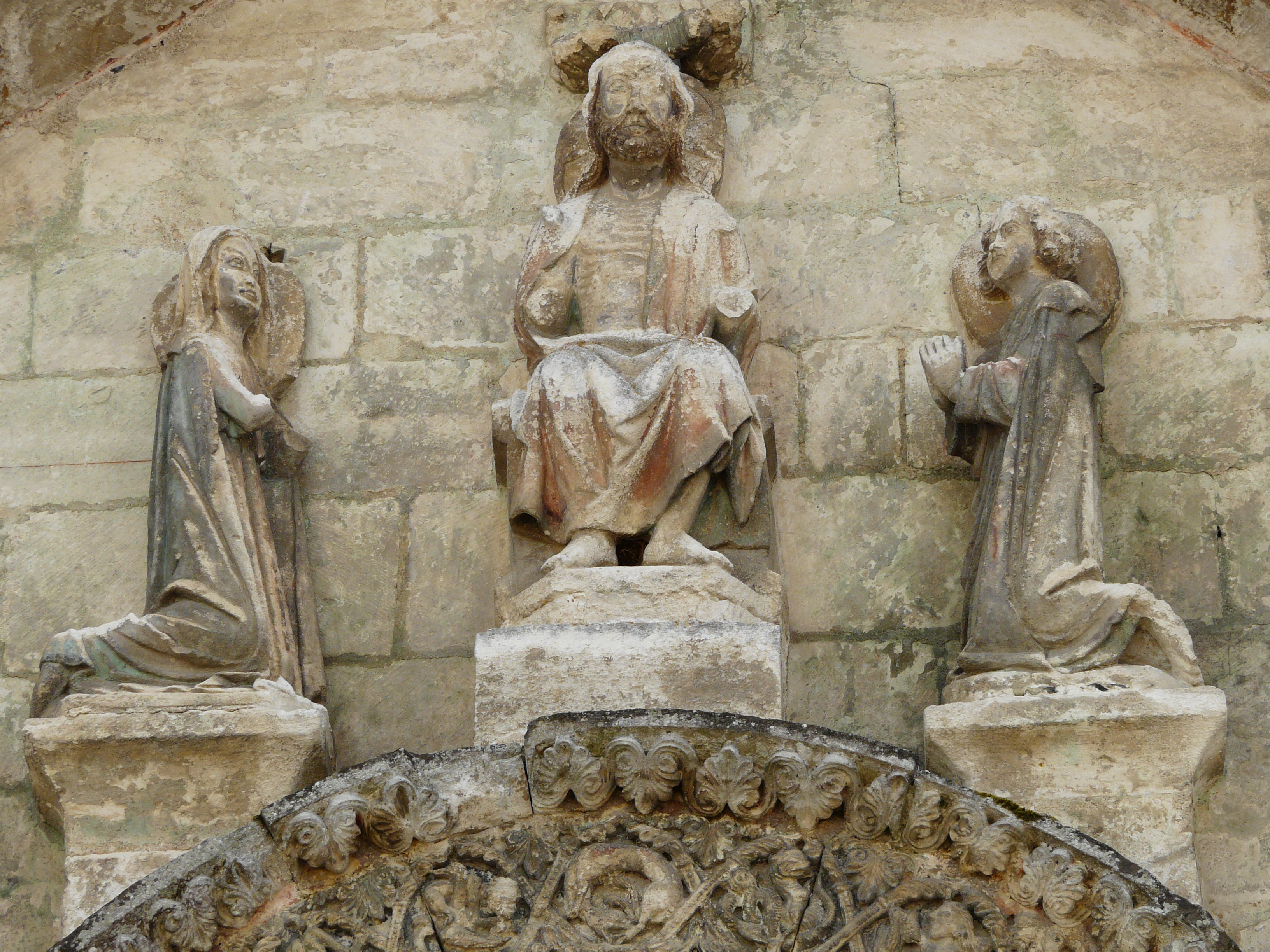
Détail des sculptures du portail nord.
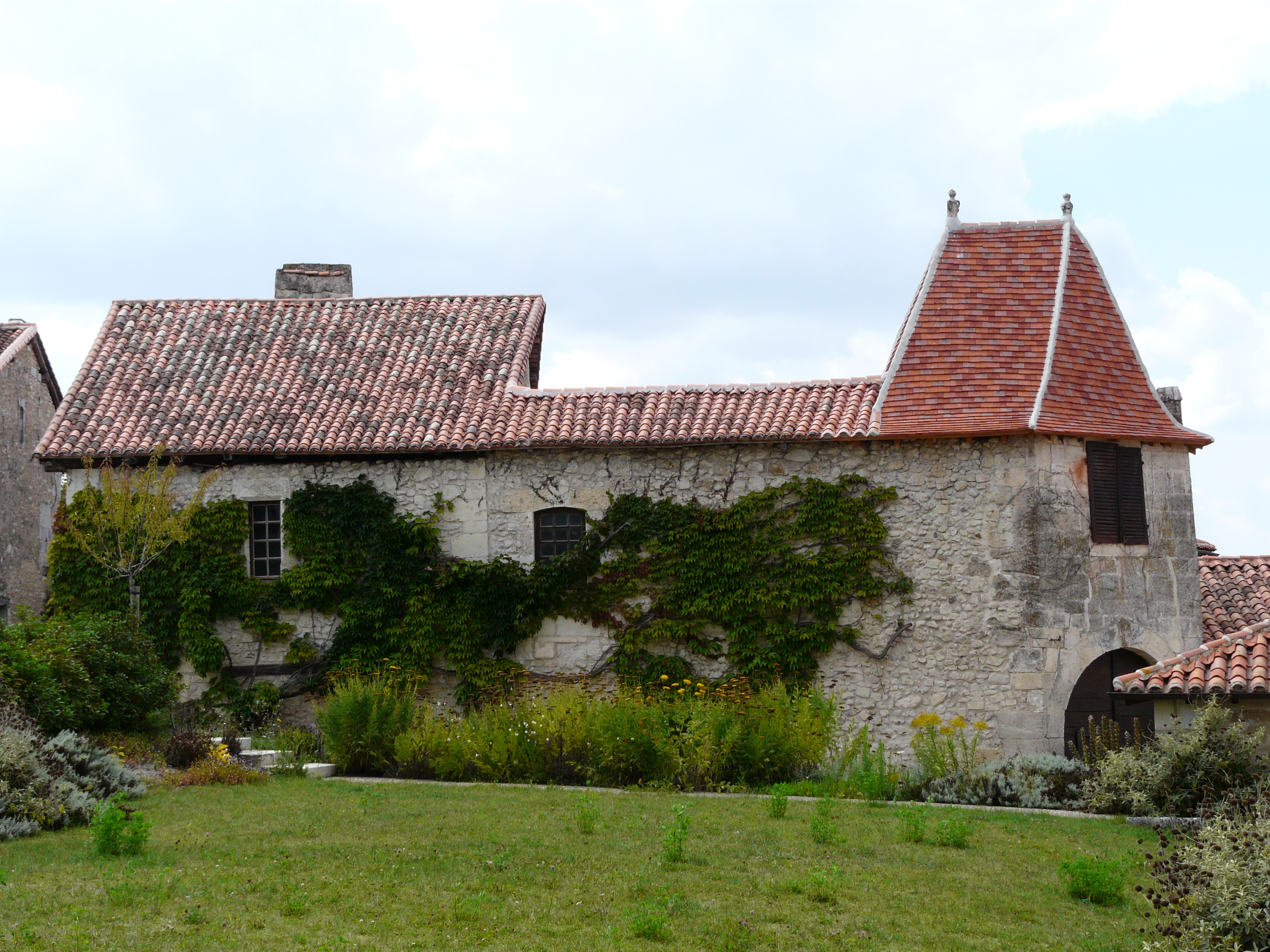
L'ancien couvent de sœurs de la congrégation de Saint-Joseph.

### Patrimoine naturel
Bordée par la Dronne, la commune représente un grand intérêt pour la faune et la flore locales. Des zones de protection y sont donc délimitées.

#### Natura 2000
Deux sites Natura 2000 sont identifiés sur le territoire communal.
À l'est, la Dronne et sa vallée sont considérées comme site important par le réseau Natura 2000 : la « vallée de la Dronne de Brantôme à sa confluence avec l'Isle ». La rivière s'écoule dans un milieu principalement composé de prairies humides et de terres cultivées avec des zones de bocage. On y rencontre plusieurs espèces de poissons menacées ainsi que des écrevisses à pattes blanches (Austropotamobius pallipes) et des visons (Mustela lutreola).
Les coteaux de la Dronne à dominante de pelouses sèches et de steppes calcicoles présentent de nombreuses espèces d'orchidées terrestres.

#### Site remarquable

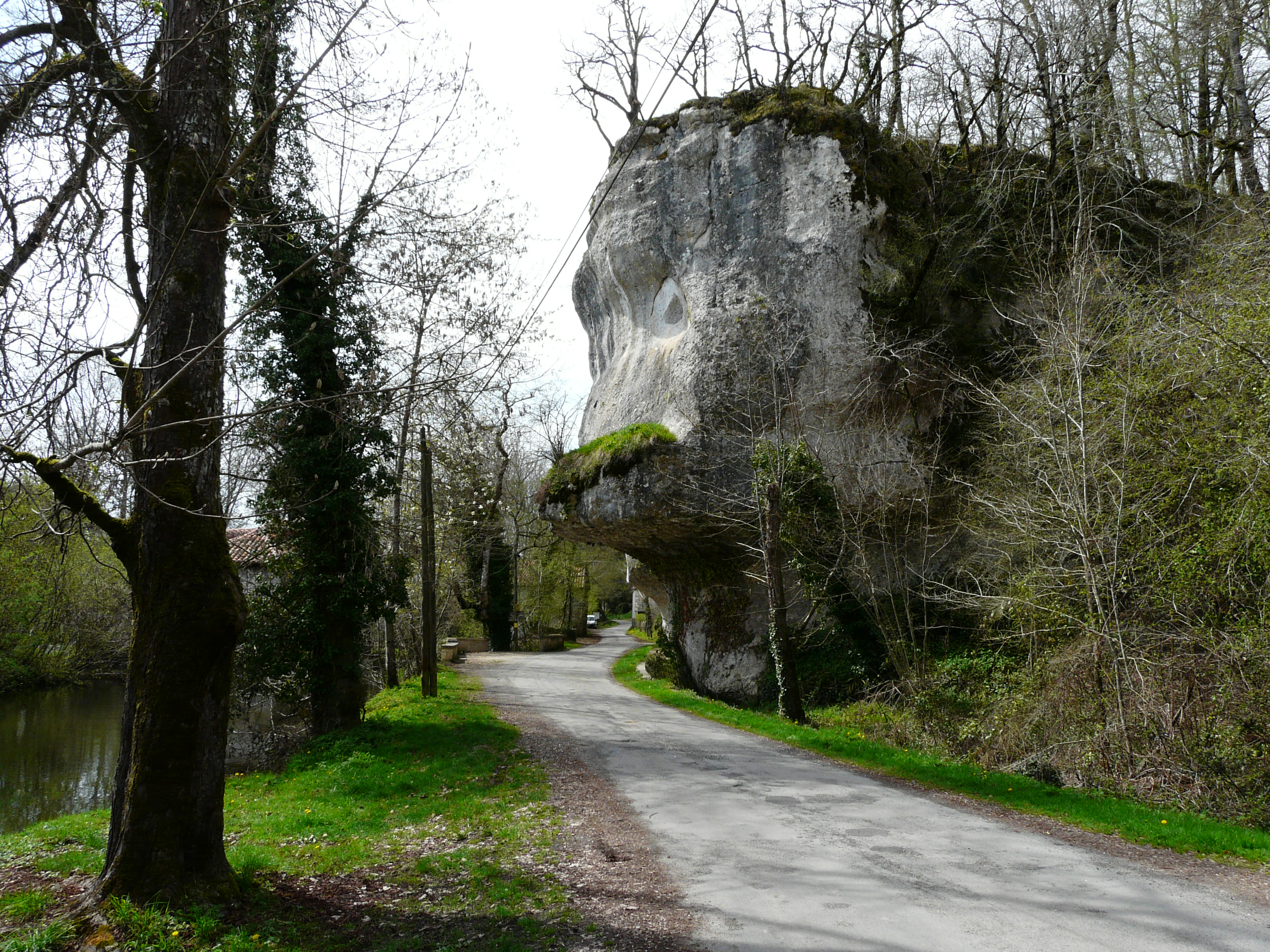
Les rochers de Rochereuil en bord de Dronne.

En bordure de la Dronne, les amas rocheux face au moulin de Rochereil (ou Rochereuil) sont un site inscrit depuis 1936.

#### ZNIEFF
Toujours en relation avec la Dronne, la commune présente deux zones naturelles d'intérêt écologique, faunistique et floristique (ZNIEFF) de type II qui se succèdent :
- en amont, la vallée de la Dronne allie l'humidité à une variété de sites qui alternent, au fil des méandres successifs, des endroits ombragés puis lumineux ainsi que des zones escarpées puis planes. Elle est protégée pour sa flore spécifique, comprenant notamment de nombreuses variétés de fougères[77],[78].
- en aval, une zone plus bocagère protégée pour sa faune et sa flore spécifiques[79],[80].

### Personnalités liées à la commune
- Joseph Baurac (1834-?), propriétaire du château du Bouchillon et maire de la commune de 1881 à 1892, est l'inventeur d'un procédé pour guérir les vignes[81].
- Jean-Pierre de Marguerittes (1882-1958), commandant du 74e régiment d'artillerie, résistant en Dordogne puis en région parisienne, curé de Grand-Brassac en 1955[82].
- Maurice Brianchon (1899-1979), peintre.

## Pour approfondir